# Janine Sutto
Janine Sutto, née le 20 avril 1921 dans le 17e arrondissement de Paris et morte le 28 mars 2017 à Montréal est une actrice québécoise d'origine française.

## Biographie

### Enfance
Née à Paris en 1921, Janine Sutto, tenant des racines italiennes par son père (Léopold Sutto) et françaises, alsaciennes par sa mère (Renée Rimbert), sera parisienne près de neuf ans avant que ses parents ne s'installent à Montréal, en janvier 1930.
En 1935, à l'âge de 14 ans, elle commence sa carrière en jouant dans des feuilletons radiophoniques tels Vie de famille et Clémentine. C'est grâce à Guy Mauffette, qui était un ami de son frère, qu'elle a pu ainsi faire ses premiers pas dans le monde du spectacle. Elle débuta au théâtre dans un petit rôle de la pièce L'Aiglon, au Théâtre Arcade, à la fin des années 1930.

### Carrière
Janine Sutto amorce donc, vers 18 ans, une carrière au théâtre, sous les encouragements combinés de son père, Léopold Sutto, un temps associé à Charles Pathé, fondateur d'une grande maison de production cinématographique, et de la comédienne Sita Riddez, une amie de la famille. Au début des années 1940, elle continue de jouer au Théâtre Arcade en compagnie des sœurs Antoinette et Germaine Giroux, les grandes vedettes de cette période.

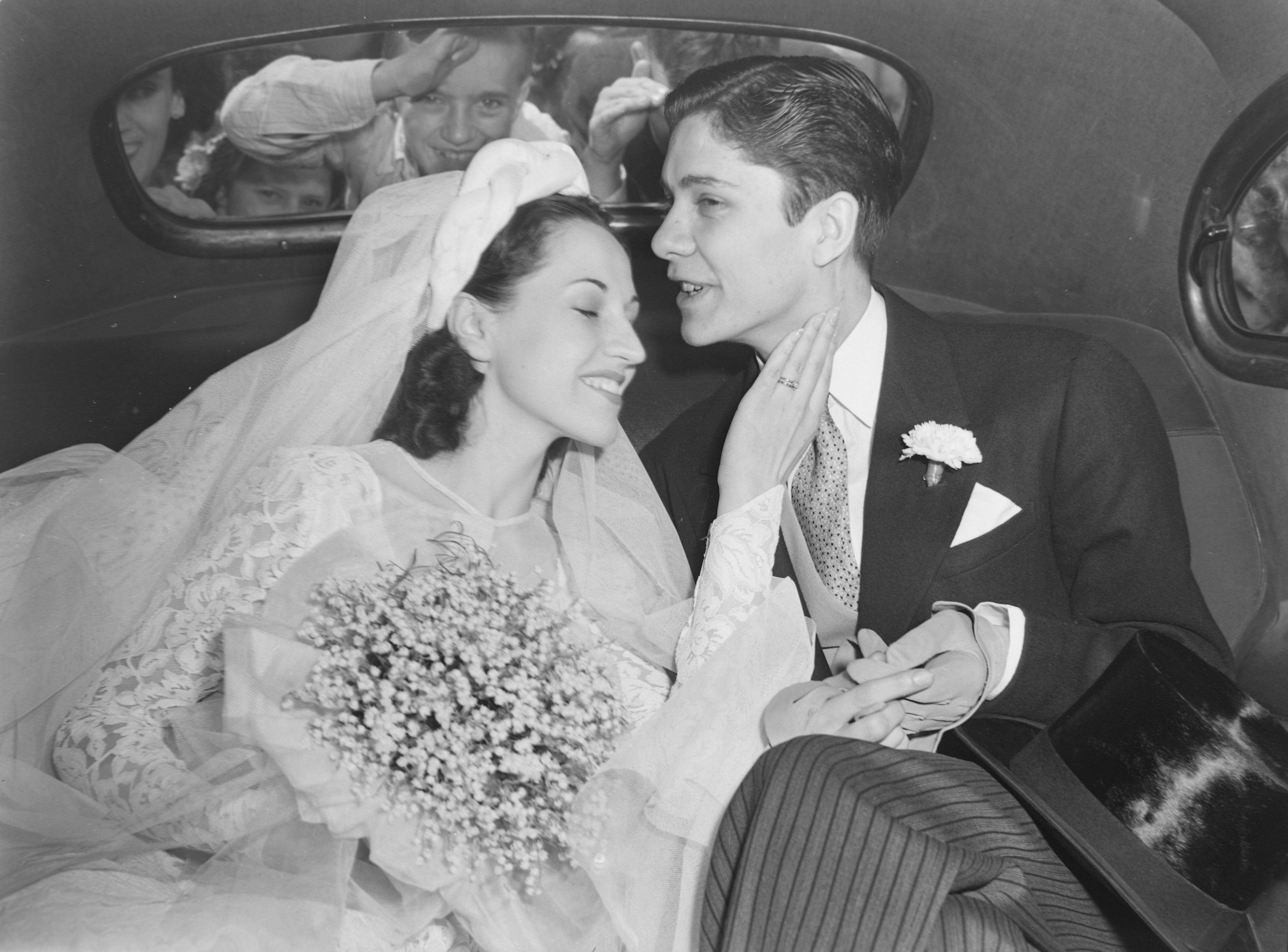
Mariage des comédiens Janine Sutto et Pierre Dagenais, 3 juin 1944

En 1943, elle fonde avec Pierre Dagenais, le Théâtre de l'Équipe et y joue entre autres Tessa et Fanny dans Marius et Julie dans Liliom. À titre de membre fondatrice et comédienne, elle s'impose rapidement tant par la qualité de son jeu que par l'influence qu'elle exerce sur la présentation d'un nouveau répertoire à Montréal. Elle se marie avec Pierre Dagenais en 1944 pour se séparer l'année suivante. En 1946, elle quitte un an le Québec pour la France.
De retour à Montréal en 1947, elle partage son temps entre la scène et la radio, participant aux plus populaires feuilletons radiophoniques de l'époque, dont Jeunesse dorée et Rue Principale. Elle participe aussi aux débuts du Théâtre du Nouveau Monde, jouant aux côtés de Jean Gascon, Jean-Louis Roux et Guy Hoffman dans toutes les premières pièces de ce théâtre en 1951.
Elle fut du début du cinéma québécois (Le Père Chopin) et de la télévision québécoise (Les Belles Histoires des pays d'en haut).
En 1968, Janine Sutto participe à la création des Belles-sœurs de Michel Tremblay en incarnant Lisette de Courval. En 2010, elle est de la création de la comédie musicale Belles-Sœurs, en jouant cette fois Olivine Dubuc; le spectacle connaîtra un vaste rayonnement au Québec ainsi qu'au Théâtre du Rond-Point, à Paris, en 2012.
Parallèlement à ses nombreux rôles au théâtre, elle est active à la télévision pendant toute sa carrière. On se souvient aussi d'elle dans les téléromans Joie de vivre, Septième nord et, le plus célèbre, Symphorien, où elle incarne Mlle Berthe L'Espérance aux côtés de Gilles Latulippe. Elle retrouve d'ailleurs celui-ci à la Télévision de Radio-Canada dans la série Poivre et Sel. Janine Sutto joue dans un nombre imposant de télé-séries et films québécois.

### Vie privée
Janine Sutto fut l'épouse de l'acteur Henry Deyglun (en 1957). Elle est la mère de l'actrice Mireille Deyglun et la belle-mère du journaliste Jean-François Lépine. Elle est aussi la mère de Catherine Deyglun, sœur jumelle de Mireille, atteinte de trisomie 21, dont elle s'est occupée pendant près de 50 ans avant que son âge avancé ne la contraigne de prendre la décision très difficile de la placer. Cette dernière a rendu l'âme le 27 avril 2011.

### Décès
Entourée des siens, Janine Sutto meurt le 28 mars 2017 vers 5 h du matin au Centre de soins palliatifs de Montréal.

### Honneurs
Elle a reçu plusieurs marques de reconnaissance dont une nomination comme Officier de l'Ordre du Canada en 1986, et une autre comme Chevalier de l'Ordre national du Québec en 1998. En mai 2014, Sutto a reçu le Prix du Gouverneur général pour les arts du spectacle de la réalisation artistique (PGGAS). C'est le plus grand honneur dans les arts du spectacle au Canada. En avril 2015, elle est la première femme à recevoir le titre de Citoyenne d'honneur de la Ville de Montréal. Le 5 octobre 2016, elle assiste  au dévoilement d'une murale en son honneur réalisée par l'artiste Kevin Ledo dans l'arrondissement Ville-Marie, à Montréal, produite par l'organisme de charité MU.  Située dans le Centre-Sud de Montréal, un quartier que Janine Sutto a habité dans son enfance, la Maison de la Culture Frontenac est rebaptisée Maison de la Culture Janine-Sutto en novembre 2018.

### Héritage
Janine Sutto est considérée comme une importante comédienne de l'histoire québécoise, ayant contribué à la culture québécoise du théâtre jusqu'aux séries web.

## Filmographie

### Cinéma
- 1945 : Le Père Chopin de Fedor Ozep : Carmen Dupont
- 1965 : Astataïon ou Le festin des morts de Fernand Dansereau
- 1970 : L'Initiation de Denis Héroux : la mère de Nadine
- 1970 : Deux Femmes en or de Claude Fournier : Madame Lalonde
- 1971 : Après ski de Roger Cardinal : la vieille dame
- 1971 : Les Chats bottés : marraine Zénaïde
- 1972 : Le P'tit vient vite : Simone Larivée
- 1973 : Kamouraska de Claude Jutra : tante
- 1974 : La Pomme, la Queue et les Pépins de Claude Fournier : Adrienne
- 1975 : Pousse mais pousse égal de Denis Héroux
- 1983 : Bonheur d'occasion de Claude Fournier : Anita
- 2001 : Les Boys 3 de Louis Saïa : vieille dame
- 2004 : Echos : la grand-mère
- 2006 : No-Vacancy : hôtesse du gîte
- 2006 : Congorama de Philippe Falardeau : Sœur Lafrance
- 2006 : Le Guide de la petite vengeance de Jean-François Pouliot : cliente de la bijouterie
- 2007 : La Capture de Carole Laure : Georgette
- 2010 : Belles-Sœurs : Olivine Dubuc
- 2010 : Route 132 de Louis Bélanger : grand-mère Carmelle

### Télévision
- 1954 : Anne-Marie (série)
- 1955 : Je me souviens (série) : Jeanne Mance
- 1956 - 1969 : Les Belles Histoires des pays d'en haut (série) : Prudence Pothier
- 1959 : Joie de vivre : Sonia
- 1959 : Ouragan (série) : Fanchon Martin
- 1960 : Les Cinq Dernières Minutes, épisode no 16 (série) : Dernier cri de Claude Loursais
- 1960 - 1962 : La Côte de sable (série) : Jeanne Charlebois
- 1961 : La Cerisaie
- 1961 - 1962 : Le Mors aux dents (série) : Noémi Giroux
- 1962 : Le Temps des lilas : Blanche
- 1963 : Les Trois Sœurs
- 1963 - 1967 : Septième nord (série) : Aurélie Charron
- 1966 : Moi et l'Autre (série) : mère de Dominique
- 1967 : Lecoq et fils (série) : Mme Lecoq
- 1968 : Les Martin (série) : Georgette Côté
- 1969 : Bilan (télé-théâtre)
- 1969 - 1973 : Le Major Plum-Pouding (série) : Pénélope
- 1970 - 1977 : Symphorien (série) : Berthe Lespérance
- 1974 : Les Boivin (série) : Belle-maman
- 1975 : Avec le temps (série)
- 1975 - 1977 : Y'a pas de problème (série) : Sophie Brunelle
- 1978 - 1979 : Drôle de monde (série) : Justine Bonenfant
- 1979 : Chez Denise (série)
- 1980 : Au jour le jour (série) : Simone Dubreuil
- 1983 - 1987 : Poivre et Sel (série) : Marie-Rose Séguin
- 1985 : Monsieur le ministre (série) : Micheline Rougier
- 1987 : Chop Suey (série) : cliente de Carmen
- 1988 - 1989 : Ma tante Alice (série) : Alice Prud'homme
- 1990 : Libre-échange (série) : Annette Viau
- 1993 : Ent'Cadieux (série) : Antonine Larue
- 1993 : Là tu parles! (série) : Lucille Poitras
- 1996 : Urgence (série) : vieille dame
- 1997 : Maman chérie (série) : Margot Clément
- 1999 : Juliette Pomerleau (série) : Joséphine
- 1999 : Histoires de filles (série) : Maude
- 2001 : Les Parfaits (série) : Yvette Langlois
- 2001 : Ayoye! (série) : Lucette
- 2003 : Le Cœur découvert (série) : Blanche
- 2003 - 2005 : Watatatow (série) : Pauline Larivière
- 2007 : Rumeurs : Rose Lauzon, mère de Michèle Lauzon
- 2008 : Les Parent (série) : grand-tante de Zak, Oli et Thomas
- 2009 : Lance et compte - Le Grand Duel (série) : Jeannine, mère de Jacques Mercier
- 2015 : Madame Lebrun (série) : veuve Turcotte

### Web série
- 2008 - 2010 : Chez Jules tv : Yvonne

## Distinctions

### Récompenses
- 1981 - Coupe Charade comme entraîneur
- 1986 : Compagnon de l'ordre du Canada
- 1998 : Chevalier de l'Ordre national du Québec
- 2000 : Prix hommage Rideau
- 2000 : Prix Gémeaux hommage
- 2001 : Prix hommage de la Soirée des Masques
- 2005 : Prix Gascon-Thomas
- Depuis 2006, est remis le Prix Janine-Sutto dans le cadre de la semaine québécoise de la déficience intellectuelle.
- 2008 : Prix hommage Québécor
- 2013 :  Chevalier de l'ordre des Arts et des Lettres, de la République française
- 2014 : Prix du Gouverneur général pour les arts du spectacle
- 2015 : Citoyenne d'honneur de la ville de Montréal
- 2016 : Compagne de l'Ordre des arts et des lettres du Québec